# David Lambie
David Lambie (* 13. Juli 1925; † 15. Dezember 2019) war ein schottischer Politiker der Labour Party.

## Politischer Werdegang
Erstmals trat Lambie bei den Unterhauswahlen 1955 für die Labour Party an. Er kandidierte im Wahlkreis Bute and Northern Ayrshire, konnte sich jedoch nicht gegen den Unionisten Charles MacAndrew durchsetzen. Ebenso verhielt es sich bei den folgenden Wahlen in den Jahren 1959, 1964 und 1966 gegen den Unionisten und späteren Konservativen Fitzroy Maclean. Zu den Unterhauswahlen 1970 kandidierte Lambie im Wahlkreis Central Ayrshire und beerbte damit seinen scheidenden Parteikollegen Archibald Manuel. Er konnte die Stimmmehrheit auf sich vereinen und zog in der Folge erstmals ins britische Unterhaus ein. Bei den Unterhauswahlen im Februar und Oktober 1974 sowie 1979 konnte er sein Mandat verteidigen.
Zum Ende der Wahlperiode wurde der Wahlkreis Central Ayrshire aufgelöst und Lambie kandidierte bei den Unterhauswahlen 1983 im neugeschaffenen Wahlkreis Cunninghame South, einem der beiden Nachfolgewahlkreise. Er gewann das Mandat mit deutlichem Vorsprung vor dem Konservativen Phil Gallie und verteidigte es bei den Wahlen 1987. Zum Ende der Wahlperiode bewarb sich Lambie um keine weitere Amtszeit und schied aus dem Unterhaus aus. Sein Parteikollege Brian Donohoe beerbte ihn und hielt den Wahlkreis für die Labour Party.